# Jonas Crivella
Jonas Crivella (Rio de Janeiro, 1988. április 30. –) világliga bronzérmes brazil válogatott vízilabdázó, a Botafogo játékosa.

## Nemzetközi eredményei
- Világbajnoki (Sanghaj, 2011)
- Pánamerikai játékok bronzérem (Guadalajara, 2011)
- Világliga bronzérem (Bergamo, 2015)
- Világbajnoki 10. hely (Kazany, 2015)
- Pánamerikai játékok ezüstérem (Toronto, 2015)
- Olimpiai 8. hely (Rio de Janeiro, 2016)